# Panormítis
Panormítis är en ort i Grekland.   Den ligger i regionen Sydegeiska öarna, i den sydöstra delen av landet, 400 km öster om huvudstaden Aten. Panormítis ligger 9 meter över havet och antalet invånare är 120. Den ligger på ön Nísos Sými.
Terrängen runt Panormítis är kuperad norrut, men åt sydost är den platt. Havet är nära Panormítis åt sydost.  Närmaste större samhälle är Sými, 7,2 km norr om Panormítis. 